# Montry
Montry – miejscowość i gmina we Francji, w regionie Île-de-France, w departamencie Sekwana i Marna.
Według danych na rok 1999 gminę zamieszkiwało 3066 osób, a gęstość zaludnienia wynosiła 1 072 osób/km² (wśród 1287 gmin regionu Île-de-France Montry plasuje się na 418. miejscu pod względem liczby ludności, natomiast pod względem powierzchni na miejscu 821.).